# Sunday Silence
Sunday Silence, född 25 mars 1986 på Stone Farm i Paris, Kentucky, död 19 augusti 2002, var ett engelskt fullblod, mest känd för att ha segrat i två av tre Triple Crown-löp: Kentucky Derby (1989) och Preakness Stakes (1989). Efter tävlingskarriären var han framgångsrik som avelshingst och blev utsedd till ledande avelshingst i Japan mellan 1995 och 2007. Han blev även ledande avelsmorfader i Nordamerika (2016, 2019, 2020, 2021).

## Bakgrund
Sunday Silence var en svartbrun hingst efter Halo och under Wishing Well (efter Understanding). Han föddes upp av Oak Cliff Thoroughbreds, Ltd. och ägdes av H-G-W Partners. Han lurade döden två gånger: först som fölunge, då han nästan dog av ett virus och senare vid två års ålder, då han färdades i en skåpbil, varav föraren fick en hjärtattack och skåpbilen välte. Han tränades under tävlingskarriären av Charlie Whittingham.
Sunday Silence tävlade mellan 1988 och 1990, och sprang totalt in 4 968 554 dollar på 14 starter, varav 9 segrar, och 5 andraplatser. Han tog karriärens största segrar i Kentucky Derby (1989), Preakness Stakes (1989) och Breeders' Cup Classic (1989). Han segrade även i Santa Anita Derby (1989), San Felipe Stakes (1989), Super Derby (1989) och Californian Stakes (1990).

## Karriär
Sunday Silence tävlade tre gånger som tvååring, och tog en seger i ett Maidenlöp på Hollywood Park Racetrack.
Som treåring 1989 segrade han i Kentucky Derby och Preakness Stakes, men misslyckades med att fullborda en Triple Crown då han besegrades av Easy Goer i Belmont Stakes. Senare samma år vann han Breeders' Cup Classic och röstades fram som U.S. Champion 3-Year-Old Colt och United States Horse of the Year.
Sunday Silences tävlingskarriär präglades av rivaliteten med Easy Goer, som slutade tvåa efter Sunday Silence i Kentucky Derby med 2 1⁄2 längd, och tvåa i Preakness Stakes med en nos. I Breeders' Cup Classic besegrades Easy Goer med en hals. I Belmont Stakes segrade dock Easy Goer med åtta längder. Båda hästarna röstades senare in i American Hall of Fame.
Sunday Silence gjorde endast två starter som fyraåring innan hans tävlingskarriär avslutades på grund av ett skadat ledband.

### Som avelshingst
Efter att han avslutat sin tävlingskarriär lockade han lite intresse som avelshingst i USA. Han såldes till den japanska uppfödaren Zenya Yoshida för att stallas upp som avelshingst vid Shadai Stallion Station i Shiraoi, Hokkaido. Han blev den ledande avelshingsten i Japan vid tretton tillfällen, och överträffade det tidigare rekordet på tio titlar av Northern Taste. Han är bland annat far till Triple Crown-vinnaren Deep Impact, obesegrade Agnes Tachyon och hans helbror Agnes Flight, och hans avkommor har vunnit stora löp i Australien, Frankrike, Storbritannien, Hong Kong, USA och Dubai. Han var även ledande avelsmorfader i Nordamerika 2016 och 2019.

### Död
Sunday Silence dog den 19 augusti 2002. Han hade behandlats för fång de senaste 14 veckorna och hade även utvecklat en infektion i ena benet. Han hade fått en starkare dos av en annan smärtstillande medicin dagen innan för att ge honom lindring, och som ett resultat hade han tydligen blivit bekväm nog att lägga sig ner för första gången på en vecka. Följande morgon verkade han oförmögen att resa sig, och medan veterinärer diskuterade vad han skulle göra, dog han, tydligen av hjärtsvikt.